# Presa d'Orà (1509)
La presa d'Orà fou una de les campanyes de la conquesta hispànica del nord d'Àfrica

## Antecedents
La perillosa navegació pel Mediterrani inquietava als Reis Catòlics; per solucionar el problema els castellans comandats per Pere d'Estopinyà van ocupar Melilla en 1497, i un cop finalitzada la Segona Guerra de Nàpols el cardenal Cisneros, que havia estat regent del regne, insistí en la necessitat d'ocupar els ports de Barbaria, i, per evitar les objeccions de Ferran el Catòlic, s'oferí a anticipar les despeses de l'expedició, i l'abril de 1504 es decideix la conquesta del nord d'Àfrica, que s'inicia amb la presa de Mers el-Kebir en 1505 per part de Ramon de Cardona i Diego Fernández de Córdoba i del duc de Medina-Sidonia de Ghassasa en 1506 i el penyal de Vélez de la Gomera en 1508.
Cisneros, després de la derrota de Diego Fernández de Córdoba a la batalla d'Orà en 1507 va proposar al rei realitzar una expedició de conquesta de la ciutat costanera d'Orà, finançant ell mateix, amb la condició que la plaça presa quedés sota la jurisdicció de l'Arxidiòcesi de Toledo, amb ajut dels plànols de la costa proporcionats per Girolamo Vianello.

## La presa d'Orà
Els preparatius per a l'expedició es van iniciar l'agost de 1507 al retorn de Ferran el Catòlic de la seva estada a Nàpols, on va deposar Gonzalo Fernández de Córdoba. El 16 de maig de 1509 va partir l'armada, composta per més de cent naus, en direcció a Mers el-Kebir, ciutat veïna a Orà, on van desembarcar les tropes el dia 18 al matí. Després d'una missa solemne, els soldats van formar quedant a càrrec de Pere Navarro, mentre que el vell cardenal quedava en el fort de la ciutat.
Les dues poblacions es troben separades per una serra, a les faldes de la qual els defensors de la ciutat es van congregar, retirant-se davant l'atac espanyol, que a l'assalt van prendre l'alcassaba i les portes de la ciutat emmurallada, entrant, saquejant-i prenent nombrosos captius i assassinant gran quantitat de civils.

## Conseqüències
La política d'expansió al nord d'Àfrica prenent places costaneres sense penetració en el continent, va continuar els anys següents amb les preses de Bugia i Trípoli en 1510, i el vassallatge ofert al rei catòlic per part de Tunis, Tremissèn i Alger, però amb el fracassat Setge de Gerba i la participació de la corona espanyola a la Lliga Santa, la corona va prioritzar els assumptes d'Itàlia.